# Michael Nehorai
Michael Zvi Nehorai sau Michael Tzvi Nehorai (în ebraică:מיכאל צבי נהוראי, numele la naștere:Michael Tzvi Littman, n.1931 la  Humulești - d.16 octombrie2020) a fost  un rabin și filozof israelian, originar din România, profesor de filozofie iudaică la Universitatea Bar Ilan din Ramat Gan
Mihael Nehorai s-a născut sub numele de Mihael Tzvi Littman într-o familie de evrei din Humulești, Județul Neamț 
La vârsta de 10 ani in vremea regimului antonescian familia sa a fost deportată din Humulești. Nehorai a emigrat din România cu un vapor de refugiați evrei în cadrul așa numitei „emigrații ilegale” organizate de organizații sioniste spre Palestina (ilegală, deoarece nu avea aprobarea autorităților mandatare britanice în Palestina, care limitaseră foarte mult cota de imigrare pentru evrei). Ajuns în apropierea coastei Palestinei, vaporul a fost capturat de marina britanică, iar Nehorai și ceilalți refugiați evrei au fost deținuți câteva luni în tabăra de arest de la Atlit.
După eliberarea din arest, Nehorai a fost primit în internatul religios evreiesc „Yakir” din satul Kfar Haroè. După trei ani el și-a continuat studiile religioase la ieșiva din Kfar Haroè, în cadrul primei promoții a acestei instituții conduse de rabinul Moshe Tzvi Neryá. Apoi a studiat la ieșiva Merkaz Harav din Ierusalim a discipolilor rabinului Kook. Acolo a obținut autorizația de rabin din mâinile rabinului Itzhak Halevi Herzog și apoi a rămas vreme de mai mulți ani ca profesor în cadrul ieșivei. În această perioadă el a lucrat la editarea și punctuația vocalică (nikud) a cărții „Orot Hatshuvá” a rabinului Avraham Itzhak Hacohen Kook.
După o dispută aprigă cu rabinul Tzvi Yehuda Kook, el a părăsit ieșiva Merkaz Harav și a făcut doctoratul la Universitatea Ebraică din Ierusalim în domeniul gândirii lui Maimonide.
Nehorai a fost și directorul ieșivei liceale Netiv Meir în primul ei an de existență, pe atunci în cartierul Abu Tor din Ierusalim. 
Mai apoi, rabinul Nehorai a devenit profesor de filozofie iudaică la Universitatea religioasă Bar Ilan din Ramat Gan.
Nehorai s-a distins mai ales ca cercetător al operei lui Maimonide.
A fost căsătorit cu Rachel Bloi, iar fiul său, Yair Littman Nehorai, este avocat, cunoscut pentru activitatea sa împotriva fanatismului religios.

## Scrieri
- Kofin oto ad sheyomar rotze ani (Este încolțit până ce spune „vreau”), articol în cadrul volumului „Beyn samhut leotonomia bemasoret Israel” (Între autoritate și autonomie în tradiția iudaică) sud redacția lui Zeev Safrai și Avi Saggi. 1997
- Remarks on the Rabbinic Rulings of Rabbi Kook în revista „Tarbitz”, 1999
- Righteous Gentiles (Cei drepți dintre neamuri) „Yesh lo helek baolam haba Hasidey umot haolam, Hahmey Umot aolam”
- Torah and Avodah - the idea and the way” 1989 (Tora și munca - idea și calea)
- Sin'at Hinam  - Mashmautá uhashlahotèha (Ura oarbă - semnificația și consecințele) în revista Daat 1996

## Omagii
- 2011 - Premiul Yaakov Hadani pentru excelență în pedagogie